# Pavilon Morava
Pavilon Morava, též uváděný jako Pavilon země Moravy, je umístěn ve vstupním areálu brněnského výstaviště a byl postaven v letech 1927–1928 dle projektu architekta Vlastislava Chrousta. V typologii stavby je zřetelná dohoda o shodné koncepci objektu s architektem Bohuslavem Fuchsem, který projektoval vedlejší pavilon Brno.

## Popis
Hranolová stavba na podélném půdoryse směřuje téměř dle osy východ-západ a je rozdělena na dvě části i za použití rozdílných architektonických prvků: na předsazenou vstupní část a na východní část. Vstupní průčelí je otevřeno širokým schodištěm se zábradlím. Jeho dominantu tvoří kromě schodiště vycentrované okno kruhového tvaru, okno shodného tvaru je prolomeno i v severním průčelí. Doplňuje je rovněž v obou průčelích pás šesti oken, která jsou oddělena kontrastními bílými hranolovými sloupky. Ta původně vertikálně rytmizovala průčelí společně s typově odpovídajícími pilíři, na nichž byla tato část budovy kvůli vyrovnání terénu postavena. Nyní je tato část vyzděna, je dostavěna terasa. Před severovýchodní nároží je předsazeno točité schodiště. Je vertikálně členěno obdélnými skleněnými okny po celém obvodu jeho pláště.

### Vstup
Prosklená vstupní část je rozdělena do tří částí dvěma hranolovými pilíři, vlastní vstup je předsazen a prostě dekorován skleněnými tabulkami.

### Konstrukce
Základem budovy je železobetonová konstrukce doplněná cihlovým zdivem. V současnosti je obložena kachličkami terakotové barvy.

### Interiér
Vnitřní prostory tvoří vstupní hala spojující dvě patra výstavních sálů.

## Přestavby
V 50. letech došlo k přestavbě, byl zastavěn parter a dostavěna terasa dle projektu Máčela a Alexy.